# Acrocercops delicata
Acrocercops delicata är en fjärilsart som beskrevs av Edward Meyrick 1921. Acrocercops delicata ingår i släktet Acrocercops och familjen styltmalar. Inga underarter finns listade i Catalogue of Life.